# Liste der Kulturgüter in Soral
Die Liste der Kulturgüter in Soral enthält alle Objekte in der Gemeinde Soral im Kanton Genf, die gemäss der Haager Konvention zum Schutz von Kulturgut bei bewaffneten Konflikten, dem Bundesgesetz vom 20. Juni 2014 über den Schutz der Kulturgüter bei bewaffneten Konflikten sowie der Verordnung vom 29. Oktober 2014 über den Schutz der Kulturgüter bei bewaffneten Konflikten unter Schutz stehen.
Objekte der Kategorie A sind im Gemeindegebiet nicht ausgewiesen, Objekte der Kategorie B sind vollständig in der Liste enthalten, Objekte der Kategorie C fehlen zurzeit (Stand: 13. Oktober 2021).

## Kulturgüter
| Foto |                                                                         | Objekt                                                                      | Kat. | Typ | Standort                              | Beschreibung |
| ---- | ----------------------------------------------------------------------- | --------------------------------------------------------------------------- | ---- | --- | ------------------------------------- | ------------ |
| ja   | Datei hochladen · Wikidata zu Kirche Saint-Pierre-aux-Liens (Q29711614) | Kirche Saint-Pierre-aux-Liens / Église Saint-Pierre-aux-Liens KGS-Nr.: 2633 | B    | G   | Route des Lolliets 3 492162 / 111327  |              |
| ja   | Datei hochladen · Wikidata zu Gedeckter Brunnen (Q29711628)             | Gedeckter Brunnen / Fontaine couverte KGS-Nr.: 2634                         | B    | G   | Route de Rougemont 27 492299 / 111125 |              |